# Národní park Canyonlands
Národní park Canyonlands je národní park nacházející se v jihovýchodním Utahu, poblíž města Moab. V současné době se rozkládá na 136 621 hektarech. Rozděluje se na tři základní části: The Needles, Island in the Sky a The Maze.